# Ardea (geslacht)
Ardea is een geslacht van vogels uit de familie van de reigers (Ardeidae). De wetenschappelijke naam werd in 1758 gepubliceerd door Carl Linnaeus in de tiende editie van Systema naturae..

## Soorten
De volgende soorten worden in dit geslacht geplaatst:
- Ardea alba – Grote zilverreiger
- Ardea brachyrhyncha – Geelsnavelzilverreiger
- Ardea cinerea – Blauwe reiger
- Ardea cocoi – Sokoireiger
- Ardea coromanda – Oostelijke koereiger
- Ardea goliath – Reuzenreiger
- Ardea herodias – Amerikaanse blauwe reiger
- Ardea humbloti – Madagaskarreiger
- Ardea ibis – Koereiger
- Ardea insignis – Keizerreiger
- Ardea intermedia – Middelste zilverreiger
- Ardea melanocephala – Zwartkopreiger
- Ardea pacifica – Withalsreiger
- Ardea plumifera – Pluimzilverreiger
- Ardea purpurea – Purperreiger
- Ardea sumatrana – Sumatraanse reiger